# Marc Lütolf
Marc Lütolf (Suiza, 24 de junio de 1987) es un futbolista suizo. Juega de defensa y su actual club es el FC Gossau.

## Clubes
| Club                    | País  | Año   |
| ----------------------- | ----- | ----- |
| Grasshopper-Club Zürich | Suiza | 2007  |
| FC Gossau               | Suiza | 2008- |

- Datos: Q6755715